# معاداة المعجبين
مُعادي المعجبين (بالإنجليزية: Anti-fan)‏ أو الكارهُ (بالإنجليزية: hater)‏ هو شخص يستمتع بالكتابة أو المناقشة أو في بعض الحالات القيام بأعمال مشتقة حول شيء له علاقة بوسائط الإعلام، وذلك بغرض مهاجمته أو السخرية منه.
ويمكن أيضًا أن يكون شخصًا لديه كراهية تجاه أحد المشاهير. غالبًا ما يجذب الكارهون كارهين آخرين لإنشاء مجتمع سلبي.
هناك مقولة شائعة مفادها أن "الكارهين يجذبون الكارهين"، مما يشير إلى أن الأفراد الذين يعبرون عن السلبية أو العداء قد يثيرون ردود فعل مماثلة من الآخرين. هذه الفكرة متجذرة في مفهوم المعاملة بالمثل، حيث يمكن أن تنعكس الطاقة أو السلوك السلبي ويتبادله أولئك الذين يواجهونه.

## السلوكيات
تظهر مُعاداة المُعجبين في أشكال عديدة بدءًا من مشاهدة الكراهية [الإنجليزية].
من الشائع أن تتجمع المجموعات الكبيرة المناهضة للمُعجبين في مجموعات، عادة في المنتديات والمواقع، لمشاركة نفورهم المتبادل. تم صياغة أندية مُناهضة للمُعجبين (anti-fan clubs)، وبعضها كبير بما يكفي لتُصبح مواقع ناهضة للمُعجبين (anti-fan sites). 
تشمل سلوكيات بعض مناهضي المعجبين التشهير أو المطاردة أو نشر الشائعات أو سرقة متعلقاتهم الشخصية أو معلوماتهم أو الإساءة أو التحرش الجسدي.

## أمثلة
في عام 2006، قام أحد المناهضين لثنائي الكيبوب تي في أكس كيو بتسميم العضو جونغ ين هو بمشروب مضاف إليه مادة سيانوأكريلات. وبدلاً من تقديم شكوى ضد الفتاة التي قامت بالفعل، اختار أن يسامحها، لأنها كانت في نفس عمر أخته الصغرى. أدت مثل هذه الأحداث إلى زيادة الإجراءات الأمنية للمشاهير في كوريا الجنوبية.

## في الثقافة الشعبية
كل من النسخة السينمائية والتلفزيونية من العمل (So I Married an Anti-fan) مبنيّ على رواية تحمل الاسم نفسه.

## دراسات
تتضمن الدراسات المتعلقة بمُعادي المُعجبين التركيز على مجتمعات الممارسة المحددة وعلاقتها بالنصوص الإعلامية والمُعجبين الذين يقومون بتهميش المُعجبين الآخرين أو تشويه سمعتهم فقط على أساس الهوية (الجنس، والعرق، وما إلى ذلك).